# Ökumenischer Kirchentag 2010

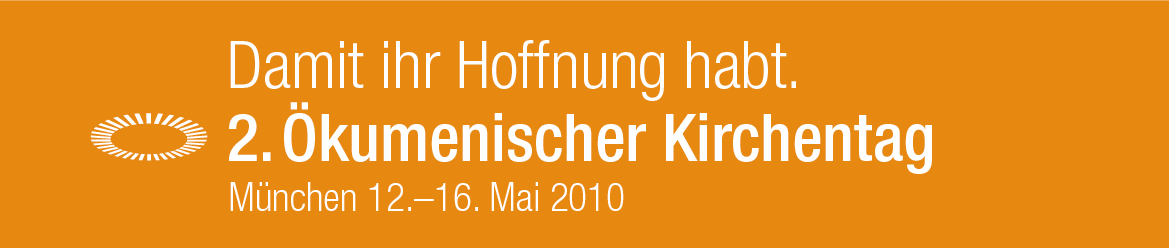
Logo des Ökumenischen Kirchentags 2010

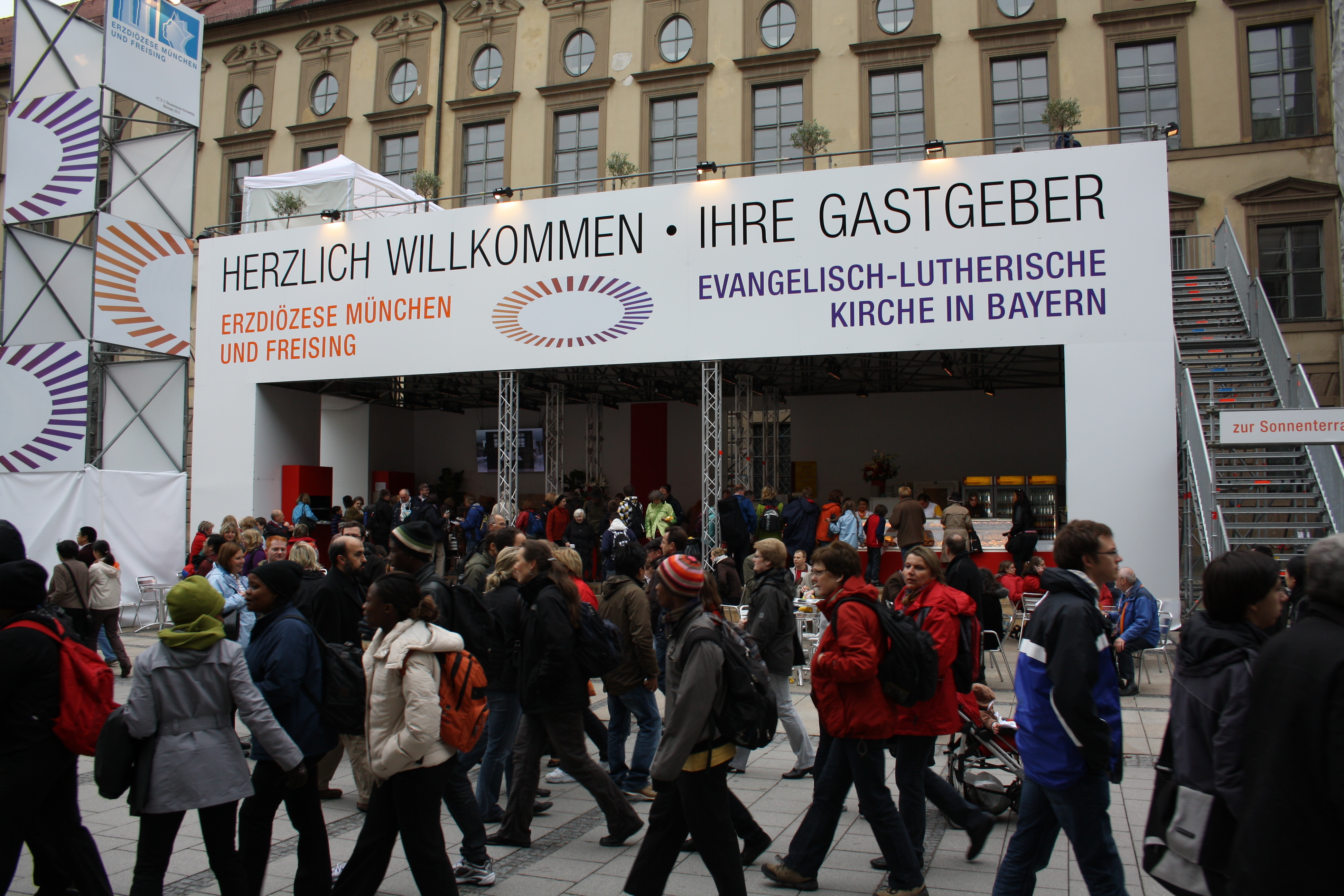
Fußgängerzone Neuhauser Straße während des ÖKT

Der Ökumenische Kirchentag 2010 (ÖKT) war der zweite ökumenische Kirchentag, der vom 12. bis 16. Mai 2010 in München stattfand und unter dem Leitwort „Damit Ihr Hoffnung habt“ stand. Dieses Leitwort wurde am 25. Oktober 2008 vom Gemeinsamen Präsidium beschlossen und ist dem 1. Petrusbrief, Kapitel 1, Vers 21, entlehnt (1 Petr 1,21 ). Aufgrund des großen Erfolgs des ersten ökumenischen Kirchentages 2003 in Berlin, zu dem mehr als 200.000 Besucher gekommen waren und der viele offene Fragen zur Ökumene behandelt hatte, beschlossen der Deutsche Evangelische Kirchentag (DEKT) und das Zentralkomitee der deutschen Katholiken (ZdK), einen zweiten Ökumenischen Kirchentag zu veranstalten.
In einer Zeit von Umbrüchen und einer tiefgreifenden Vertrauenskrise wollte das höchste Leitungsgremium des 2. ÖKT mit dem Verweis auf die gemeinsame Hoffnung aller Christen ein Signal der Ermutigung geben. „Aus gemeinsamer Verantwortung suchen wir nach Formen gemeinsamen Handelns“, erklärte das Gemeinsame Präsidium in einer „Orientierungshilfe für den 2. Ökumenischen Kirchentag“. Das gemeinsame Zeugnis und Engagement in der Welt, so die Erklärung weiter, könne „nur dann glaubwürdig“ gegeben werden, „wenn wir auf der Suche nach der sichtbaren Einheit aller Christinnen und Christen bleiben“.

## Planung

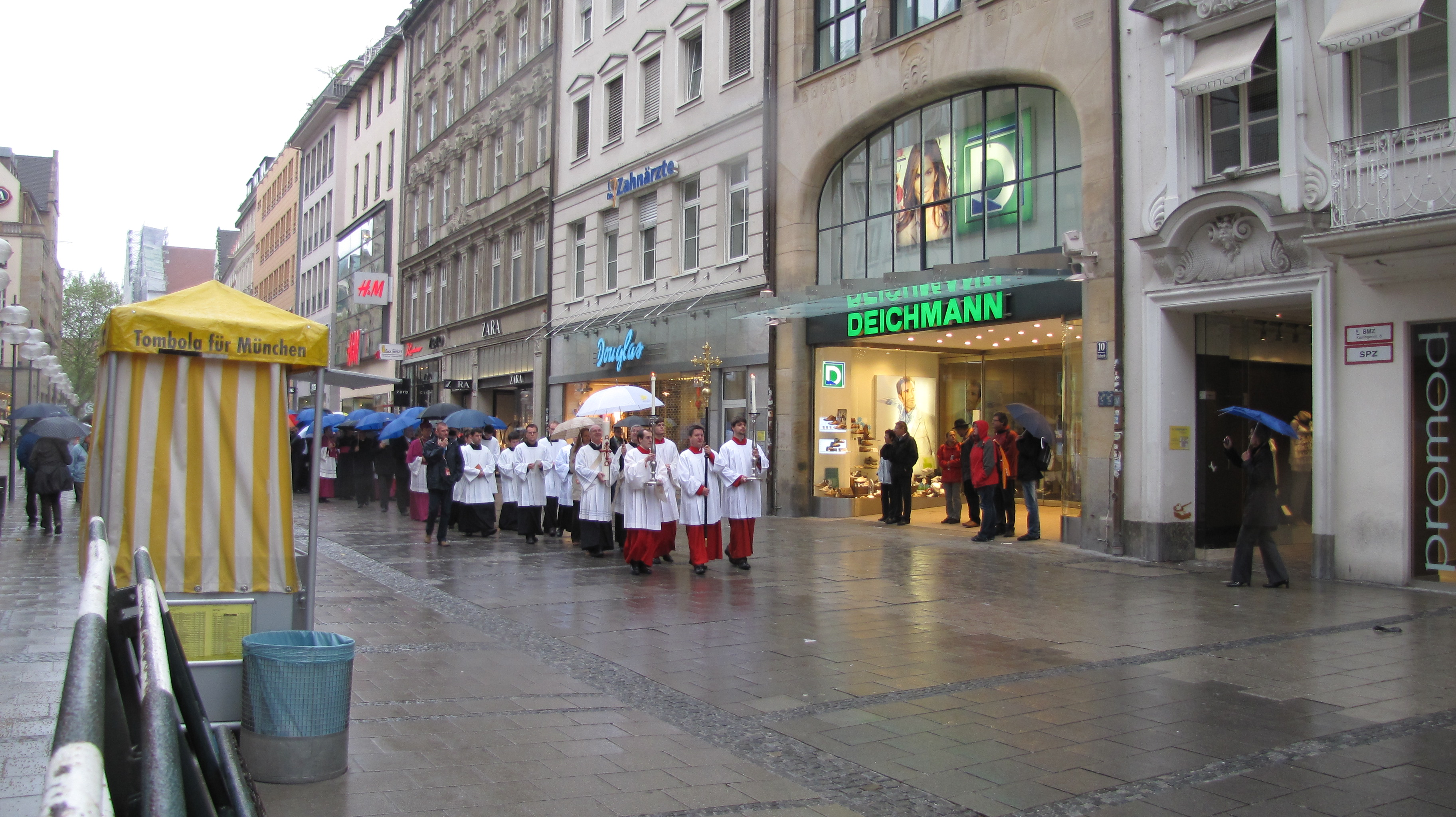
Prozession zu Christi Himmelfahrt von der Frauenkirche zum Odeonsplatz

Am 10. März 2006 bestätigten Friedrich Wetter, der damalige katholische Erzbischof von München und Freising, und Johannes Friedrich, der evangelische Landesbischof von Bayern, dass der Kirchentag in München vom 12. bis 16. Mai 2010 stattfinden soll. Es wurde daraufhin eine Arbeitsgruppe „Auf dem Weg zum zweiten Ökumenischen Kirchentag“ einberufen, die unter dem Motto „Christsein in der Gesellschaft – Christsein für die Gesellschaft“ den Kirchentag vorbereitete.
Der Gemeinsame Vorstand und das Gemeinsame Präsidium des 2. Ökumenischen Kirchentags konstituierten sich am 29. und 30. November 2007. Der Gemeinsame Vorstand besteht aus zwölf Mitgliedern, das Gemeinsame Präsidium aus 43. Evangelischer Präsident für den 2. ÖKT war Eckhard Nagel, katholischer Präsident Alois Glück.
Vom 30. November bis 1. Dezember 2007 tagte der Ökumenische Kongress in München. Zu dieser Auftaktveranstaltung für den 2. Ökumenischen Kirchentag kamen mehr als 150 Personen aus Kirche und Gesellschaft und diskutierten über Themen, die für den ökumenischen Prozess und das Engagement von Christen in der Gesellschaft in den kommenden Jahren als wichtig erachtet wurden.
Im März 2009 beschloss das Gemeinsame Präsidium das Thementableau für den 2. Ökumenischen Kirchentag. Dieses thematische Gerüst umfasste 40 zentrale Projekte, die an Projektkommissionen des 2. Ökumenischen Kirchentags überwiesen wurden. Sie hatten den Auftrag, konkrete Veranstaltungen zu erarbeiten.
Hauptveranstaltungsort war die Messestadt Riem im Osten der Landeshauptstadt, jedoch gab es auch Veranstaltungen in der Innenstadt und im Olympiastadion. Man rechnete mit einem Etat von 18 Millionen Euro. Für die Vorbereitung des ÖKT stellte die Evangelisch-Lutherische Kirche in Bayern insgesamt 5,3 Millionen Euro bereit.

## Themen

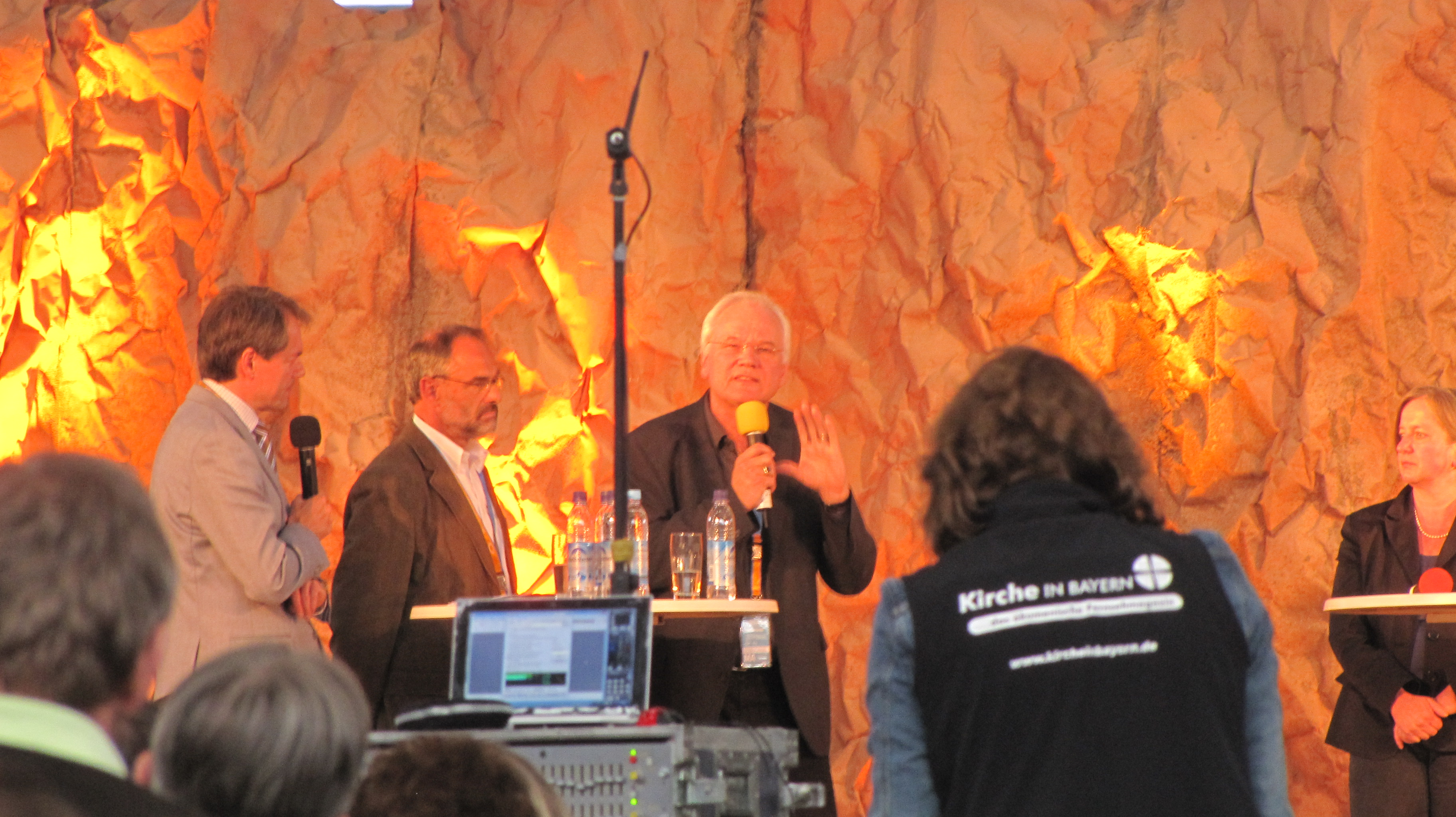
Wunibald Müller (mit gelbem Mikrofon) bei einer Podiumsdiskussion

Am 2. Ökumenischen Kirchentag war über die Evangelische Kirche und die katholische Kirche hinaus auch die Arbeitsgemeinschaft Christlicher Kirchen in Deutschland beteiligt, in der sich christliche Kirchen zusammengeschlossen haben. Umstritten war die Beteiligung nichtchristlicher Religionsgemeinschaften: Während sich die beiden Präsidenten des ÖKT, Eberhard Nagel und Hans-Joachim Meyer, für Gespräche mit Juden und Muslimen im Rahmen des ÖKT aussprachen, wurde dies von Friedrich Kardinal Wetter abgelehnt. Während Nagel und Meyer das offene Ansprechen von Differenzen betonten, meinte Wetter, das Thematisieren theologischer Probleme auf einem Kirchentag könne kaum zu ihrer Lösung beitragen.

## Verlauf
Bei der Auftaktveranstaltung „Abend der Begegnung“ in der Münchner Innenstadt kamen trotz Kälte mehr als 300.000 Besucher. An 195 Ständen gab es kulinarische Spezialitäten, auf 14 Großbühnen und an unzähligen weiteren Orten wurde Musik geboten. Zum Abschluss des Auftaktfests wurde der Altstadtring mit 180.000 Kerzen erleuchtet.
In den folgenden Tagen nahmen mehr als 160.000 Menschen am zweiten Ökumenischen Kirchentag teil, davon 130.000 Dauerteilnehmer und pro Tag jeweils ca. 11.000 Tagesteilnehmer. Die vier Hauptthemenschwerpunkte befassten sich mit der Verantwortung des Christen für die Welt, dem Miteinander in einer pluralistischen Gesellschaft, den anderen Religionen und Weltanschauungen sowie der Gemeinsamkeiten und Möglichkeiten der verschiedenen christlichen Konfessionen. Behandelt wurden diese Themen in über 3.000 Veranstaltungen (Vorträgen und Podiumsdiskussionen) sowie den Ausstellungen im Bereich „Agora“ auf dem Messegelände. Für die Jugend wurden im Bereich des Olympiaparks Workshops und Diskussionsrunden angeboten. Die Einheit der Kirchen wurde trotz der heute noch unüberwindbar scheinenden Verschiedenheiten von Vertretern der verschiedenen Konfessionen, aber auch auf politischer Ebene als möglich gesehen, wie dies unter anderem durch Kardinal Karl Lehmann und Kanzlerin Angela Merkel ausgesprochen wurde. Besondere Aufmerksamkeit zog die im Februar dieses Jahres als Ratsvorsitzende der Evangelischen Kirche zurückgetretene Margot Käßmann auf sich, die sich unter anderem gegen den Krieg in Afghanistan und für Geburtenkontrolle aussprach.
Im Mittelpunkt stand auch die Debatte über die seit Jahresbeginn u. a. in der katholischen Kirche bekannt gewordenen Missbrauchsfälle. Norbert Denef kritisierte an der Podiumsdiskussion die Nicht-Beteiligung der Opfer.
Den abschließenden Gottesdienst auf der Theresienwiese besuchten 100.000 Menschen.
Ein gemeinsames Abendmahl von katholischen und protestantischen Christen während des ÖKT wurde bereits im Vorfeld von den Leitungsebenen beider Kirchen deutlich abgelehnt. Nach Ansicht des evangelisch-lutherischen bayerischen Landesbischofs Johannes Friedrich und des katholischen Erzbischofs Reinhard Marx schaden solche Veranstaltungen der Ökumene. Stattdessen lud die orthodoxe Kirche die Gläubigen ein, nach einem Vespergottesdienst miteinander gesegnetes Brot zu essen (Artoklasia).
Dagegen wünschte sich Bundespräsident Horst Köhler kurz vor Beginn des ÖKT eine gemeinsame Abendmahlsfeier: Die teilweise Aussperrung erscheint mir unnatürlich. Die Trennung zwischen Protestanten und katholischen Christen habe zwar dogmatische Gründe, die wichtigere Frage ist aus meiner Sicht aber die Seelsorge und dass die Menschen den Kirchen nicht davonlaufen.
Ein offizielles Ökumenisches Abendmahl nach der Lima-Liturgie konnte auf dem ÖKT dagegen am Donnerstagabend zwischen der Evangelischen, der Alt-Katholischen und der Anglikanischen Kirche gefeiert werden. Gemeinsam standen der Alt-Katholische Bischof Matthias Ring, der anglikanische Auxiliarbischof von Croydon, Nicholas Baines, der Landesbischof der Evangelisch-lutherischen Kirche in Braunschweig, Friedrich Weber, und der Landessuperintendent der evangelischen Lippischen Landeskirche, Martin Dutzmann, in der Erlöserkirche am Altar.
Peter Beyerhaus und Ulrich Rüß von der Internationalen Konferenz Bekennender Gemeinschaften sowie Hubert Gindert vom Forum Deutscher Katholiken kritisierten im Vorfeld in einem offenen Brief das Programm des ÖKT, dass 27 von etwa 3000 Veranstaltungen von Schwulen, Lesben, Bisexuellen und Transgendern geplant wurden. In „solcher Massierung“ bedeuteten sie „besonders für junge Menschen auf ihrer Suche nach Sinn und inneren Halt sogar eine Fehlorientierung.“ Alois Glück, Präsident des Zentralkomitees der deutschen Katholiken (ZdK), wies die Kritik zurück und bezeichnete sie während der ZdK-Vollversammlung als „Diffamierung“. Er riet den Laien, in „christlicher Gelassenheit“ mit dem Thema umzugehen, und sagte: „Jesus liebt auch diese Menschen.“